# Инглз-Уайлдер, Лора
Лора Инглз Уайлдер (англ. Laura Ingalls Wilder; 7 февраля 1867, Пепин, Висконсин, США — 10 февраля 1957, Мэнсфилд, Миссури, США) — американская писательница, автор серии книг для детей «Маленький домик в прериях» о жизни семьи первопроходцев времён освоения «Дикого Запада».

## Биография
Лора Элизабет Инглз родилась 7 февраля 1867 в бревенчатой хижине около деревни Пепин, штат Висконсин, США в семье Чарльза Филипа Инглза и Кэролайн Лэйк Инглз. Она была вторым ребёнком из пяти детей (Мэри Амелия, Кэролайн Селестия, Чарльз Фредерик и Грэйс Перл).
В раннем детстве Лоры её отец переехал с семьей на ещё не освоенные земли Индейской Территории возле городка Индепенденс (штат Канзас). Воспоминания Лоры об этом периоде жизни явились основой экранизированной в 1974-1983 годах повести «Маленький домик в прериях».
Детство и юность Лоры прошли в странствиях по пустынным прериям Канзаса и Миннесоты. Земли Среднего Запада были богатыми и плодородными, но засушливый климат, снежные бури, разливы рек, степные пожары, нашествия саранчи, дочиста пожиравшей посевы, не раз заставляли поселенцев сниматься с места, распродавать имущество и снова пускаться в путь. Мать Лоры, в противоположность отцу, стремившемуся всё дальше и дальше на Запад, мечтала о спокойной, размеренной жизни в каком-нибудь цивилизованном месте, где дети смогут учиться. В конце концов по настоянию Каролины Инглзы завершили скитания и поселились на границе Дакоты в маленьком, только что основанном степном городке Де Смет. Здесь Лора начала регулярно ходить в школу. Но семья еле сводила концы с концами, и Лоре с ранних лет приходилось во время каникул работать то швеей, то посудомойкой, то прислугой.
Не окончив школу, Лора сдала экзамен и в 1882 году, в возрасте 15 лет, стала учительницей в крохотном, затерянном среди прерий посёлке.
В Де Смете Лора Инглз познакомилась с Альманзо Уайлдером, сыном зажиточного фермера из штата Нью-Йорк. Альманзо вместе со своим старшим братом тоже приехал на Запад. Вскоре Лора с Альманзо поженились и переехали на собственную ферму. Первые годы их самостоятельной жизни были далеко не безоблачными. Болезни, долги, всевозможные неудачи долго преследовали молодых Уайлдеров, заставляя их снова и снова садиться в фургон и переезжать на новое место, пока они наконец не обосновались в штате Миссури.
В 1886 году у супругов родилась дочь Роуз.
Последние годы Лора и Альманзо прожили на своей ферме в зелёных холмах графства Озарк (штат Миссури), в доме, который они сами построили. Здесь Лора и скончалась в 1957 году в возрасте 90 лет.

## Литературная деятельность
В начале 1930-х годов, когда Лора потеряла отца, мать и старшую сестру Мэри, ей захотелось вспомнить о счастливых днях своего детства, записать занимательные истории, которые отец рассказывал девочкам, сидя у костра посреди пустынной прерии или у горящего очага в одном из собственноручно построенных им домиков, вспомнить весёлые и грустные песни, которые он пел под аккомпанемент своей любимой скрипки.
Так появился на свет «Маленький домик в Больших Лесах» — первая повесть Лоры Инглз Уайлдер. В ней она рассказала о жизни двух маленьких девочек — Мэри и Лоры — и о приключениях их отца, деда и прадеда — охотников и фермеров — в дремучих лесах штата Висконсин.
Эта небольшая книжка вышла в 1932 году, и буквально на следующий день никому не известная 65-летняя жена миссурийского фермера, время от времени публиковавшая статьи и заметки в местных газетах, неожиданно для всех и для самой себя стала знаменитой. Сотни маленьких читателей писали ей восторженные письма, требуя продолжения повести. И продолжение последовало.
В течение десяти лет Лора Инглз Уайлдер опубликовала ещё семь книг о своем детстве и юности (на русском языке издано пока лишь четыре из них), а также повесть «Маленький фермер» о детстве Альманзо на отцовской ферме в штате Нью-Йорк. Завершает эпопею книга «Первые четыре года». В ней рассказывается о жизни молодых Уайлдеров и их дочери Розы, впоследствии также известной писательницы и журналистки.
Книги Лоры Инглз Уайлдер выдержали множество изданий, они переведены почти на два десятка языков, по ним поставлен популярный американский телесериал. В США учреждена книжная премия её имени, во многих местах, где она жила, созданы мемориальные общества и музеи — американцы бережно относятся к своей истории. Издан сборник её статей, сборник песен, которые пел её отец, и даже поваренная книга с рецептами блюд, упоминаемых в её книгах.